# Odorrana kuangwuensis
Espèce
Synonymes
- Rana kuangwuensis Liu & Hu, 1966

Statut de conservation UICN

 VU  : Vulnérable
Odorrana kuangwuensis est une espèce d'amphibiens de la famille des Ranidae.

## Répartition
Cette espèce est endémique de la province du Sichuan dans le sud de la République populaire de Chine. Elle se rencontre dans le xian de Nanjiang, à environ 1 650 m d'altitude,.

## Étymologie
Son nom d'espèce, composé de kuangwu et du suffixe latin -ensis, « qui vit dans, qui habite », lui a été donné en référence au lieu de sa découverte, le mont Guangwu (Kuang-wu Shan en transcription littérale).

## Publication originale
- Hu, Zhao & Liu, 1966 : A herpetological survey of the Tsinling and Ta-Pa Shan region. Acta Zoologica Sinica, Beijing, vol. 18, p. 57-89.